# 김승우의 승승장구
《김승우의 승승장구》는 2010년 2월 2일부터 2013년 1월 15일까지 방송되었던 예능 프로그램이며 당초 《서세원쇼》형식으로 기획됐으나 무산되기도 했다.

## 역대 진행자
- 1회 ~ 26회 : 김승우, 우영, 태연, 최화정, 김신영
- 27회 ~ 52회 : 김승우, 김성수, 정재용, 이기광 (합류)
- 53회 ~ 87회 : 김승우, 정재용, 이기광, 이수근 (합류)
- 88회 ~ 132회 : 김승우, 이기광, 이수근, 탁재훈 (합류)
- 133회 ~ 146회 : 김승우, 이수근, 탁재훈

## 일일 진행자
일일 진행자는 다음과 같다.
- 조권
- 정용화, 크리스탈
- 이수근
- 수지
- 김병만
- 김종민
- 김준호
- 임시완
- 허경환
- 김남주

## 에피소드 목록

### 2010년
| 회차 | 방송일    | 게스트                                                      | 몰래 온 손님                                                                            | 참고                         |
| ---- | --------- | ----------------------------------------------------------- | --------------------------------------------------------------------------------------- | ---------------------------- |
| 1    | 2월 2일   | 김남주                                                      | 윤상현, 윤상현의 동명이인 (김남주의 첫사랑), 김성일                                     |                              |
| 2    | 2월 9일   | 황정민                                                      | 김현철, 수영 (소녀시대), 개리, 안길강                                                   |                              |
| 3    | 2월 16일  | 2PM (준수 준호 장우영 닉쿤 찬성 옥택연)                     | 박남용, 2AM, 장우영의 아버지 (전화 연결)                                                |                              |
| 4    | 2월 23일  | 2PM (준수 준호 장우영 닉쿤 찬성 옥택연)                     | 박남용, 2AM, 장우영의 아버지 (전화 연결)                                                |                              |
| 5    | 3월 2일   | 김소연                                                      | 바다, 이애련, 창민, 정용화                                                              |                              |
| 6    | 3월 9일   | 이규혁                                                      | 이상화, 백지영, 휘성                                                                    |                              |
| 7    | 3월 16일  | 김수로                                                      | 지연, 이현우, 이찬호, 김종국                                                            |                              |
| 8    | 3월 23일  | 신현준, 탁재훈                                              | 김현철                                                                                  | 태연 (소녀시대) 불참         |
| 9    | 4월 6일   | 장혁                                                        | 이다해, 곽정환, 데니안                                                                  |                              |
| 10   | 4월 13일  | 비                                                          | 김성수, 김태우                                                                          |                              |
| 11   | 4월 20일  | 소녀시대 (티파니 태연 윤아 써니 효연 제시카 유리 서현 수영) | 옥주현                                                                                  |                              |
| 12   | 4월 27일  | 김해숙                                                      | 신은경                                                                                  |                              |
| 13   | 5월 4일   | 박명수                                                      | 하하, 길(리쌍)                                                                          | 태연 (소녀시대) 불참         |
| 14   | 5월 11일  | 박중훈                                                      | 공형진                                                                                  | 장우영 불참                  |
| 15   | 5월 18일  | 오은선                                                      | 정하영, 김병만                                                                          |                              |
| 16   | 5월 25일  | 원더걸스                                                    | 박경림                                                                                  |                              |
| 17   | 6월 1일   | 원더걸스                                                    | 박경림                                                                                  |                              |
| 18   | 6월 8일   | 구혜선                                                      | 박산다라, 윤아 (소녀시대)                                                               |                              |
| 19   | 6월 15일  | 차승원                                                      | 이준혁, 성지루, 유해진 (전화연결)                                                       | 태연 (소녀시대), 장우영 불참 |
| 20   | 6월 22일  | 최시원, 정용화, 옥택연                                      | 황현희                                                                                  |                              |
| 21   | 6월 29일  | 김병만, 이수근, 박성호                                      | 김석현                                                                                  |                              |
| 23   | 7월 13일  | 이재룡, 유호정                                              | 주영훈, 이윤미                                                                          | 김신영 불참                  |
| 24   | 7월 20일  | 고두심, 백일섭                                              | 이종혁, 김지영                                                                          |                              |
| 25   | 7월 27일  | DJ DOC                                                      | 개리(리쌍), 신철                                                                        |                              |
| 26   | 8월 3일   | 백지연                                                      | 초대 손님 없음                                                                          |                              |
| 27   | 8월 10일  | 김성수, 정재용, 이기광                                      | 천하무적 야구단 멤버들 (김창렬, 허준, 조빈, 김준, 동호, 이경필), 조연우, 비스트, 서효림 | 진행자 교체                  |
| 28   | 8월 17일  | 지소연, 김나래, 문소리                                      | 최인철, 김용준, 정용화, 조권                                                            |                              |
| 29   | 8월 24일  | 이상용                                                      | 이상벽                                                                                  |                              |
| 30   | 8월 31일  | 한은정                                                      | 김유정, 서신애, 김호진                                                                  |                              |
| 31   | 9월 7일   | 김태희                                                      | 양동근, 오정연, 이하늬                                                                  |                              |
| 32   | 9월 14일  | 김태희                                                      | 양동근, 오정연, 이하늬                                                                  |                              |
| 33   | 9월 28일  | 2NE1(CL 박봄 다라 민지)                                     | 천둥                                                                                    |                              |
| 34   | 10월 5일  | 박영규                                                      | 김성은                                                                                  |                              |
| 35   | 10월 12일 | 김제동                                                      | 다음회로 연결                                                                           |                              |
| 36   | 10월 19일 | 김제동 & 성동일                                             | 이하늘, 강수정                                                                          |                              |
| 37   | 10월 26일 | 성동일                                                      | 정지훈, 다니엘 헤니, 이나영, 김남주                                                     |                              |
| 38   | 11월 2일  | 신승훈                                                      | 싸이, 박소현                                                                            |                              |
| 39   | 11월 9일  | 김성근                                                      | 이승엽 (전화연결), 故 하일성                                                            |                              |
| 40   | 11월 16일 | 송해                                                        | 이수근, 박상철, 송대관, 설운도                                                          |                              |
| 41   | 11월 30일 | 이선균                                                      | 오만석, 최강희                                                                          |                              |
| 42   | 12월 7일  | 김수미                                                      | 신현준, 이유리                                                                          |                              |
| 43   | 12월 14일 | 최수종, 하희라                                              | 이덕화                                                                                  |                              |
| 44   | 12월 21일 | 박진영                                                      | 손호영, 김태우, 민 (미스에이)                                                           |                              |
| 45   | 12월 28일 | 박태환                                                      | 박산다라 (2NE1), 박인미 (박태환의 친누나)                                               |                              |

### 2011년
| 회차 | 방송일    | 게스트                     | 몰래 온 손님                                                                                           | 참고                                                                 |
| ---- | --------- | -------------------------- | --- | -------------------------------------------------------------------- |
| 46   | 1월 4일   | 전인화                     | 주원, 윤시윤, 이보희, 이혜숙                                                                           |                                                                      |
| 47   | 1월 11일  | 이경규                     | 다음회로 연결                                                                                          | 정재용 불참, 이수근이 대타 MC로 섬.                                  |
| 48   | 1월 18일  | 이경규 2편, 김병만         | 이윤석, 김태원, 이수근                                                                                 | [ 3 ]                                                                |
| 49   | 2월 1일   | 심형래                     | 이경애, 김현영, 김학래, 박승대, 이상운                                                                 |                                                                      |
| 50   | 2월 8일   | 김병만                     | 이왕표 개그콘서트 달인팀 (류담, 노우진) 두분토론팀 (김기열, 박영진, 김영희)                            | [ 4 ]                                                                |
| 51   | 2월 15일  | 김구라                     | 김흥국, 왕종근, 아들 김동현                                                                            |                                                                      |
| 52   | 2월 22일  | 자니 윤                    | 부인 줄리아 윤                                                                                         | 김성수가 이 회를 끝으로 하차하였다.                                  |
| 53   | 3월 1일   | 주상욱                     | 어머니 박정자, 박신혜                                                                                  | 이수근이 MC로 합류한 첫 방송이다.                                    |
| 54   | 3월 8일   | 전현무                     | 신영일, 김현욱, 박은영                                                                                 |                                                                      |
| 55   | 3월 15일  | 남진                       | 다음회로 연결                                                                                          |                                                                      |
| 56   | 3월 22일  | 남진 2편                   | 김창숙, 엄용수                                                                                         |                                                                      |
| 57   | 3월 29일  | 안문숙                     | 박철, 김민희, 어머니 강성임(전화 연결)                                                                 |                                                                      |
| 58   | 4월 5일   | 임하룡                     | 이경래, 이경애, 조금산, 엄용수                                                                         |                                                                      |
| 59   | 4월 12일  | 김갑수                     | 다음회로 연결                                                                                          |                                                                      |
| 60   | 4월 19일  | 김갑수 2편                 | 조권, 윤두준, 김원준                                                                                   |                                                                      |
| 60   | 4월 19일  | 김완선                     | G.NA, 다음회로 연결                                                                                    |                                                                      |
| 61   | 4월 26일  | 김완선 2편                 | 매니저 신현하                                                                                          |                                                                      |
| 62   | 5월 3일   | 신동엽                     | 다음회로 연결                                                                                          |                                                                      |
| 63   | 5월 10일  | 신동엽 2편                 | 김생민, 홍석천                                                                                         |                                                                      |
| 64   | 5월 17일  | 도지원                     | 박정아, 알렉스, 지창욱                                                                                 |                                                                      |
| 65   | 5월 24일  | 김정운                     | 최동석, 박지윤 부부, 박지연 (이수근의 아내)                                                            | 90분간 방송                                                          |
| 66   | 5월 31일  | 안내상                     | 우현                                                                                                   |                                                                      |
| 67   | 6월 7일   | 이혜영                     | | 초대 손님이 없었음                                                   |
| 68   | 6월 14일  | 김대희 & 김준호            | 박성호                                                                                                 |                                                                      |
| 69   | 6월 21일  | 김청                       | 이계인, 임백천                                                                                         |                                                                      |
| 70   | 6월 28일  | 김범수                     | 박선주, 휘성, 케이윌                                                                                   |                                                                      |
| 71   | 7월 5일   | 김정태                     | 지성, 고창석, 성동일                                                                                   |                                                                      |
| 72   | 7월 12일  | 김동건                     | 정혜선, 유지인, 금보라, 김병찬                                                                         |                                                                      |
| 73   | 7월 19일  | 정진영                     | 이준익                                                                                                 |                                                                      |
| 74   | 7월 26일  | 에드워드 권                | 권오중, 이현우                                                                                         |                                                                      |
| 75   | 8월 2일   | 전유성                     | 김희철                                                                                                 |                                                                      |
| 76   | 8월 9일   | 이순재                     | 사미자                                                                                                 |                                                                      |
| 77   | 8월 16일  | 유오성                     | 박원상                                                                                                 |                                                                      |
| 78   | 8월 23일  | 김보연                     | 소유진, 전노민                                                                                         |                                                                      |
| 79   | 8월 30일  | 조관우                     | 조통달(국악인, 조관우의 아버지)                                                                        |                                                                      |
| 80   | 9월 13일  | 조수미                     | -개그콘서트 달인팀(류담, 노우진, 김병만)-                                                              | 이기광 불참, 수지가 일일MC가 됨                                      |
| 81   | 9월 20일  | 이문세                     | 다음회로 연결                                                                                          |                                                                      |
| 82   | 9월 27일  | 이문세 2편                 | 노사연, 한고은                                                                                         |                                                                      |
| 83   | 10월 4일  | 김한길, 최명길 부부        | 황신혜                                                                                                 |                                                                      |
| 84   | 10월 11일 | 김건모                     | 윤일상, 이선미(김건모의 어머니)                                                                        | 정재용 불참                                                          |
| 85   | 10월 18일 | 신해철                     | 윤원희(신해철의 부인)                                                                                  |                                                                      |
| 86   | 10월 25일 | 용감한 형제, 신사동 호랭이 | 가희, 정아, 리지 (애프터스쿨), 소연, 함은정 (티아라), 김현아, 전지윤 (포미닛), 윤두준, 용준형 (비스트) | 이 회에 나온 몰래 온 손님은 MC들과 같이 오프닝을 꾸몄다.             |
| 87   | 11월 1일  | 엄태웅                     | 1박 2일(은지원, 김종민, 이수근), 엄정화(엄태웅의 누나, 전화연결), 주원                                 | 정재용이 이 회를 끝으로 하차하였다.                                  |
| 88   | 11월 8일  | 배철수                     | 성시경, 장기하, 구창모                                                                                 | 탁재훈이 MC로 합류한 첫 방송이다.                                    |
| 89   | 11월 15일 | 박정현                     | 성시경                                                                                                 | 2014년 브라질 월드컵 아시아 예선 경기로 인해 11시 40분에 방송하였다. |
| 90   | 11월 22일 | 최효종                     | 애정남 팀(류근지, 이원구, 신종령), 사마귀 유치원 팀(정범균, 박성호)                                    |                                                                      |
| 91   | 11월 29일 | 임재범                     | 김형석                                                                                                 | 다음 회로 연결                                                       |
| 92   | 12월 6일  | 임재범 2편                 | |                                                                      |
| 93   | 12월 13일 | 아이유                     | 아이유의 할머니(전화연결), 수지 (미쓰에이), 유인나                                                     |                                                                      |
| 94   | 12월 20일 | 김응용                     | 이종범, 양준혁                                                                                         |                                                                      |
| 95   | 12월 27일 | 이대근                     | 조형기                                                                                                 |                                                                      |

### 2012년
| 회차 | 방송일    | 게스트                                           | 몰래 온 손님 | 참고 |
| ---- | --------- | ------------------------------------------------ | --- | --- |
| 96   | 1월 3일   | 타이거 JK, 윤미래                                | 아들 서조단, 서병후(음악평론가 겸 타이거 JK 아버지)                                                                   | |
| 97   | 1월 10일  | 엄정화                                           | 엄태웅(엄정화의 동생, 전화연결), 황정민, 주영훈                                                                       | |
| 98   | 1월 17일  | 안성기                                           | 신현준, 안인기(前 KBS 예능 PD, 안성기의 형), 태진아                                                                   | |
| 99   | 1월 24일  | 김승우                                           | 이태성, 공형진, 이종혁, 김해곤                                                                                        | (100회 특집! MC 스페셜 1탄), 김남주(일일MC)                                                                                       |
| 100  | 1월 31일  | 이수근 1편                                       | 이무재(이수근의 아버지), 이수철(이수근의 형),다음 회로 연결                                                           | (100회 특집! MC 스페셜 2탄), 김병만(일일MC)                                                                                       |
| 101  | 2월 7일   | 이수근 2편                                       | 김지호, 한민관, 박지연(이수근의 아내, 전화연결)                                                                       | (100회 특집! MC 스페셜 2탄), 김병만(일일MC)                                                                                       |
| 102  | 2월 14일  | 심수봉                                           | 서인영 | 이기광 불참 (뮤직뱅크 인 파리 촬영 차)                                                                                            |
| 103  | 2월 21일  | 비스트                                           | 비스트 6명 아버지들(이중 현재 장현승의 아버지는 2012년 9월, 부고하셨다.)                                              | (100회 특집! MC 스페셜 3탄), 조권(일일MC)                                                                                         |
| 104  | 2월 28일  | 은지원                                           | 바비킴, 이수연(은지원의 아내, 전화연결)                                                                               | |
| 105  | 3월 6일   | 故 전미선                                        | 정경순 | |
| 106  | 3월 13일  | 신화                                             | 문희준, 토니안 | |
| 107  | 3월 20일  | 신화 2탄                                         | 문희준, 토니안(지난 회와 연결)                                                                                        | |
| 108  | 4월 3일   | 하지원                                           | 현정화 | |
| 109  | 4월 10일  | 하하                                             | 김옥정(하하의 어머니)                                                                                                 | 이기광 불참, 김종민이 대타로 MC섬.                                                                                                |
| 110  | 4월 17일  | 김서형                                           | 정겨운, 변우민 | |
| 111  | 4월 24일  | 이상해, 김영임                                   | 최병서, 김준호, 김원효, 김준현                                                                                        | |
| 112  | 5월 1일   | 장현성                                           | 송선미, 장항준 | |
| 113  | 5월 8일   | 유준상                                           | 홍은희, 민영기, 김원준                                                                                                | 이수근 불참, 김준호 대타로 MC를 섬.                                                                                               |
| 114  | 5월 15일  | 이승철                                           | 허각, 존 박, 울랄라세션                                                                                               | |
| 115  | 5월 22일  | 백지영                                           | 길, 강타, 홍영주 | |
| 116  | 5월 29일  | 보아                                             | 후쿠야마 쿠미코(NHK 아나운서), 미야마 미사코 <보아 일본 활동 당시 홈스테이 가족 중 자매임,이 날은 몰래 온 화상전화임> | 다음회로 연결 |
| 117  | 6월 5일   | 보아 2편                                         | 권순훤(보아의 첫째오빠), 권순욱(보아의 둘째오빠), <오빠들도 몰래 온 화상전화임>, 유노윤호 (동방신기), 고아라, 이연희  | |
| 118  | 6월 12일  | 강수진                                           | 강재수(강수진의 아버지)                                                                                               | |
| 119  | 6월 19일  | 소방차                                           | | 다음회로 연결 |
| 120  | 6월 26일  | 소방차 2편                                       | 심신, 김완선 | |
| 121  | 7월 3일   | 신보라, 김준현(생활의 발견)                      | 양선일, 박성광, 정태호(용감한 녀석들), 허경환, 양상국, 김기열 (네가지)                                                | 다음회로 연결 |
| 122  | 7월 10일  | 신보라, 김준현(생활의 발견 2편)                  | 서수민pd(SSM), 박성광(다시 온 손님임)                                                                                 | |
| 123  | 7월 17일  | 정명화, 정경화                                   | | 이기광 불참, 임시완 대타로 MC섬., 초대 손님 없었음.                                                                               |
| 124  | 7월 24일  | 차태현                                           | 최석은(차태현의 아내, 전화연결), 장혁, 차재완(차태현의 아버지)                                                        | 1박 2일 최재형 PD가 잠시 얼굴을 비췄다.                                                                                           |
| 125  | 8월 14일  | 울랄라세션                                       | 임윤택의 부모님 | |
| 126  | 8월 21일  | 이종혁                                           | 지진희, 한상진 | |
| 127  | 8월 28일  | 장미란                                           | 박태환 | |
| 128  | 9월 4일   | 장미란                                           | 박태환, 장호철(부친), 성시경                                                                                          | |
| 129  | 9월 18일  | 이희준                                           | 조윤희 | |
| 130  | 9월 25일  | 손연재                                           | | 초대 손님 없었음 |
| 131  | 10월 2일  | 정경미, 허안나, 김영희, 故 박지선 (희극여배우들) | 박성호, 정태호, 브라우니                                                                                              | 박성호는 갸루상으로 정태호는 정여사로 분장하여 출연하였고, 대세견 브라우니가 첫 번째로 승승장구에 나왔다.                         |
| 132  | 10월 9일  | 박근형                                           | 송대관, 故 김자옥 | 김승우가 몰래 온 손님의 공식질문을 하는 도중에 송대관을 태진아라고 불러 치명적인 실수를 했다. 이기광이 이 회를 끝으로 하차하였다. |
| 133  | 10월 16일 | 김종민                                           | 최재형 PD | 다른 MC 추가 없이 3인이 진행하고 있다.                                                                                            |
| 134  | 10월 23일 | 박철민                                           | 김인권, 최다니엘 | |
| 135  | 10월 30일 | 김장훈                                           | 이외수 | |
| 136  | 11월 6일  | 윤복희                                           | 전수경, 남경주 | 방송 촬영 세트에 변화를 주었다.                                                                                                   |
| 137  | 11월 13일 | 주원                                             | 박기웅 | 1박 2일 최재형 PD가 잠시 얼굴을 비췄다.                                                                                           |
| 138  | 11월 20일 | 윤상현                                           | 장신영 | |
| 139  | 11월 27일 | 정준호                                           | 이하정, 김흥국 | |
| 140  | 12월 4일  | 금난새                                           | | 초대 손님 없음 |
| 141  | 12월 11일 | 이대호                                           | 최준석 | |
| 142  | 12월 18일 | 혜민스님                                         | 이한철, 양상국, 김지민, 김기리                                                                                        | |
| 143  | 12월 25일 | 션, 정혜영                                       | 강혜정 | |

### 2013년
| 회차 | 방송일          | 게스트         | 몰래 온 손님                         | 참고                                                 |
| ---- | --------------- | -------------- | ------------------------------------ | ---------------------------------------------------- |
| 144  | 2013년 1월 1일  | 이영자         | 김숙, 권진영                         | 故 최진실 · 故 조성민의 두 자녀가 영상편지를 보냈다. |
| 145  | 2013년 1월 8일  | 박성호         | 황현희, 김기열, 최효종. 이지영(부인) | 탁재훈 대신 허경환이 일일 MC를 맡았다.               |
| 146  | 2013년 1월 15일 | 안정환, 이혜원 |                                      | 초대 손님 없음 (최종회)                              |

## 코너 소개
- "우리 빨리 물어! 앙!! (1회~26회)"

승승돌 (태연, 우영)이 시청자가 올린 질문을 100초동안 빠르고 최대한 많이 읽어주는 코너이다. 그 시간 동안 많이 읽은 승승돌은 단독 질문의 기회가 부여된다.
- "우리 지금 만나 (1회 ~ 20회)"

당일 출연한 연예인과 함께 특별한 만남을 가져보는 코너이다.
- "우리 빨리 물어! 빵!! (27회 ~ 51회)"

네 명의 MC가 릴레이로 시청자가 올린 질문 중 50개를 주어진 시간동안 질문하고 게스트가 대답해야 하는 코너이다. 주어진 시간 안에 50개의 질문과 대답에 성공하면 방청객에게 빵 선물을 할 수 있나 실패하면 MC가 방청객 서비스인 "해주세요~"를 해야한다. 특히, 40회에서는 전국노래자랑 오프닝 스타일로 되어있다.
- "당신은 왜? (28회 ~ 87회)"

게스트에 대한 궁금증에 대한 시청자들의 참여가 필요한 코너이며 게스트와 관련된 질문에 시청자들의 재치있는 댓글을 소개한 뒤 게스트의 명쾌한 해답을 들을 수 있다.
- "당신의 사전 (53회 ~ 146회)"

스타의 인생을 한마디로 정리한 키워드를 2~3개 정도 보여주고 그에 따라 토크쇼가 진행된다. 키워드가 다 끝나면, 최종코너인 "나에게 쓰는 편지"를 하면서 끝난다.
- "대국민 투표! 어떻게 생각하십니까? (88회 ~ ?)"

스타의 핫 이슈를 놓고 시청자들이 투표에 참여하고 댓글을 달아주는 코너이다. 녹화 전에 포털 사이트에서 공개하며 그 결과는 해당 방송 일에 발표된다.

## 결방
- 2010년 3월 30일 : 서해 해군 초계함 침몰사건으로 인한 결방
- 2010년 9월 21일 : 추석특선영화 청담보살 편성으로 인한 결방
- 2010년 11월 23일 : 2010년 광저우 아시안게임 중계방송으로 인한 결방과 연평도 포격으로 인한 결방
- 2011년 1월 25일 : 2011년 카타르 아시안컵 축구대회 4강전 대한민국 VS 일본 중계방송으로 인한 결방
- 2012년 7월 31일 ~ 8월 7일 : 2012년 런던 올림픽 중계방송으로 인한 결방
- 2012년 9월 11일 : 2014년 브라질 월드컵 아시아 최종예선 중계방송으로 인한 결방

## 기타
- 1박 2일 시즌 2의 멤버들이 모두 한번씩 이상 출연하였다. 성시경을 제외한 모든 멤버들은 초대된 게스트였지만 성시경은 몰래온 손님만 3번 출연하였다. (배철수, 박정현, 장미란 편)

## 수상
- 2012년 KBS 연예대상: 쇼,오락 MC 부문 남자 최우수상 - 김승우
- 2011년 KBS 연예대상: 쇼,오락 MC 부문 남자 최우수상 - 이수근
- 2011년 KBS 연예대상: 쇼,오락 MC 부문 남자 우수상 - 김승우
- 2011년 KBS 연예대상: 쇼,오락 부문 방송 작가상 - 모은설
- 2010년 KBS 연예대상: 쇼,오락 MC 부문 남자 신인상 - 김승우

## 시청률

### 2010년
| 회차 | 방송 일자        | 전국 시청률(증감치) |
| ---- | ---------------- | ------------------- |
| 1    | 2010년 2월 2일   | 10.8%               |
| 2    | 2010년 2월 9일   | 10.0%(-0.8)         |
| 3    | 2010년 2월 16일  | 9.8%(-0.2)          |
| 4    | 2010년 2월 23일  | 15.1%(+5.3)         |
| 5    | 2010년 3월 2일   | 7.6%(-7.5)          |
| 6    | 2010년 3월 9일   | 7.8%(+0.2)          |
| 7    | 2010년 3월 16일  | 8.0%(+0.2)          |
| 8    | 2010년 3월 23일  | 8.7%(+0.7)          |
| 9    | 2010년 4월 6일   | 7.7%(-1.0)          |
| 10   | 2010년 4월 13일  | 12.4%(+4.7)         |
| 11   | 2010년 4월 20일  | 9.0%(-3.4)          |
| 12   | 2010년 4월 27일  | 10.3%(+1.3)         |
| 13   | 2010년 5월 4일   | 6.6%(-3.7)          |
| 14   | 2010년 5월 11일  | 6.2%(-0.4)          |
| 15   | 2010년 5월 18일  | 5.2%(-1.0)          |
| 16   | 2010년 5월 25일  | 8.0%(+2.8)          |
| 17   | 2010년 6월 1일   | 6.7%(-1.3)          |
| 18   | 2010년 6월 8일   | 6.0%(-0.7)          |
| 19   | 2010년 6월 15일  | 12.4%(+6.4)         |
| 20   | 2010년 6월 22일  | 11.0%(-1.4)         |
| 21   | 2010년 6월 29일  | 12.4%(+1.4)         |
| 22   | 2010년 7월 6일   | 5.3%(-7.1)          |
| 23   | 2010년 7월 13일  | 10.0%(+4.7)         |
| 24   | 2010년 7월 20일  | 5.9%(-4.1)          |
| 25   | 2010년 7월 27일  | 6.6%(+0.7)          |
| 26   | 2010년 8월 3일   | 7.1%(+0.5)          |
| 27   | 2010년 8월 10일  | 5.9%(+1.6)          |
| 28   | 2010년 8월 17일  | 7.0%(+1.1)          |
| 29   | 2010년 8월 24일  | 8.2%(+1.2)          |
| 30   | 2010년 8월 31일  | 6.0%(-2.2)          |
| 31   | 2010년 9월 7일   | 7.9%(+1.9)          |
| 32   | 2010년 9월 14일  | 6.8%(-1.1)          |
| 33   | 2010년 9월 28일  | 7.2%(+0.4)          |
| 34   | 2010년 10월 5일  | 4.6%(-2.6)          |
| 35   | 2010년 10월 12일 | 10.4%(+5.8)         |
| 36   | 2010년 10월 19일 | 11.8%(+1.4)         |
| 37   | 2010년 10월 26일 | 7.5%(-4.3)          |
| 38   | 2010년 11월 2일  | 6.7%(-0.8)          |
| 39   | 2010년 11월 9일  | 4.0%(-2.7)          |
| 40   | 2010년 11월 16일 | 8.5%(+4.5)          |
| 41   | 2010년 11월 30일 | 6.4%(-2.1)          |
| 42   | 2010년 12월 7일  | 11.3%(+4.9)         |
| 43   | 2010년 12월 14일 | 8.6%(-2.7)          |
| 44   | 2010년 12월 21일 | 8.4%(-0.2)          |
| 45   | 2010년 12월 28일 | 7.3%(-1.1)          |

| 회차 | 방송 일자        | 전국 시청률(증감치) |
| ---- | ---------------- | ------------------- |
| 1    | 2010년 2월 2일   | 10.0%               |
| 2    | 2010년 2월 9일   | 7.5%(-2.5)          |
| 3    | 2010년 2월 16일  | 9.8%(+2.3)          |
| 4    | 2010년 2월 23일  | 15.1%(+5.3)         |
| 5    | 2010년 3월 2일   | 6.9%(-8.2)          |
| 6    | 2010년 3월 9일   | 7.9%(+1.0)          |
| 7    | 2010년 3월 16일  | 7.8%(-0.1)          |
| 8    | 2010년 3월 23일  | 7.0%(-0.8)          |
| 9    | 2010년 4월 6일   | 8.0%(+1.0)          |
| 10   | 2010년 4월 13일  | 12.2%(+4.2)         |
| 11   | 2010년 4월 20일  | 8.4%(-3.8)          |
| 12   | 2010년 4월 27일  | 10.9%(+2.5)         |
| 13   | 2010년 5월 4일   | 7.1%(-3.8)          |
| 14   | 2010년 5월 11일  | 6.0%(-1.1)          |
| 15   | 2010년 5월 18일  | 5.6%(-0.4)          |
| 16   | 2010년 5월 25일  | 7.9%(+2.3)          |
| 17   | 2010년 6월 1일   | 6.8%(-1.1)          |
| 18   | 2010년 6월 8일   | 5.8%(-1.0)          |
| 19   | 2010년 6월 15일  | 11.3%(+5.5)         |
| 20   | 2010년 6월 22일  | 10.4%(-0.9)         |
| 21   | 2010년 6월 29일  | 11.2%(+0.8)         |
| 22   | 2010년 7월 6일   | 5.3%(-5.9)          |
| 23   | 2010년 7월 13일  | 9.3%(+4.0)          |
| 24   | 2010년 7월 20일  | 6.9%(-2.4)          |
| 25   | 2010년 7월 27일  | 6.8%(-0.1)          |
| 26   | 2010년 8월 3일   | 7.2%(+0.4)          |
| 27   | 2010년 8월 10일  | 7.2%(0)             |
| 28   | 2010년 8월 17일  | 6.5%(-0.7)          |
| 29   | 2010년 8월 24일  | 7.9%(+1.4)          |
| 30   | 2010년 8월 31일  | 5.7%(-2.2)          |
| 31   | 2010년 9월 7일   | 8.0%(+2.3)          |
| 32   | 2010년 9월 14일  | 8.2%(+0.2)          |
| 33   | 2010년 9월 28일  | 6.1%(-2.1)          |
| 34   | 2010년 10월 5일  | 7.2%(+1.1)          |
| 35   | 2010년 10월 12일 | 12.3%(+5.1)         |
| 36   | 2010년 10월 19일 | 11.8%(-0.5)         |
| 37   | 2010년 10월 26일 | 9.3%(-2.5)          |
| 38   | 2010년 11월 2일  | 7.5%(-1.8)          |
| 39   | 2010년 11월 9일  | 4.6%(-2.9)          |
| 40   | 2010년 11월 16일 | 9.6%(+5.0)          |
| 41   | 2010년 11월 30일 | 6.2%(-3.4)          |
| 42   | 2010년 12월 7일  | 11.9%(+5.7)         |
| 43   | 2010년 12월 14일 | 10.5%(-1.4)         |
| 44   | 2010년 12월 21일 | 8.2%(-2.3)          |
| 45   | 2010년 12월 28일 | 6.8%(-1.4)          |

- TNmS와 AGB닐슨 미디어 리서치에서 공개한 표를 바탕으로 작성한 시청률이다. 빨간색 글씨는 최고 시청률, 파란색 글씨는 최저 시청률을 나타낸다.

### 2011년
| 회차 | 방송 일자        | 전국 시청률(증감치) |
| ---- | ---------------- | ------------------- |
| 46   | 2011년 1월 4일   | 7.5%(+0.2)          |
| 47   | 2011년 1월 11일  | 7.9%(+0.4)          |
| 48   | 2011년 1월 18일  | 7.3%(-0.6)          |
| 49   | 2011년 2월 1일   | 7.2%(-0.1)          |
| 50   | 2011년 2월 8일   | 7.6%(+0.4)          |
| 51   | 2011년 2월 15일  | 6.9%(-0.7)          |
| 52   | 2011년 2월 22일  | 7.0%(+0.1)          |
| 53   | 2011년 3월 1일   | 7.8%(+0.8)          |
| 54   | 2011년 3월 8일   | 6.5%(-1.3)          |
| 55   | 2011년 3월 15일  | 5.2%(-1.3)          |
| 56   | 2011년 3월 22일  | 6.8%(+1.6)          |
| 57   | 2011년 3월 29일  | 7.1%(+0.3)          |
| 58   | 2011년 4월 5일   | 6.1%(-1.0)          |
| 59   | 2011년 4월 12일  | 5.3%(-0.8)          |
| 60   | 2011년 4월 19일  | 4.6%(-0.7)          |
| 61   | 2011년 4월 26일  | 5.7%(+1.1)          |
| 62   | 2011년 5월 3일   | 6.7%(+1.0)          |
| 63   | 2011년 5월 10일  | 7.2%(+0.5)          |
| 64   | 2011년 5월 17일  | 6.6%(-0.6)          |
| 65   | 2011년 5월 24일  | 7.8%(+1.2)          |
| 66   | 2011년 5월 31일  | 7.4%(-0.4)          |
| 67   | 2011년 6월 7일   | 6.3%(-1.1)          |
| 68   | 2011년 6월 14일  | 5.7%(-0.6)          |
| 69   | 2011년 6월 21일  | 4.7%(-1.0)          |
| 70   | 2011년 6월 28일  | 7.4%(+2.7)          |
| 71   | 2011년 7월 5일   | 9.0%(+1.6)          |
| 72   | 2011년 7월 12일  | 5.4%(-3.6)          |
| 73   | 2011년 7월 19일  | 5.0%(-0.4)          |
| 74   | 2011년 7월 26일  | 6.9%(+1.9)          |
| 75   | 2011년 8월 2일   | 5.7%(-1.2)          |
| 76   | 2011년 8월 9일   | 5.7%(0)             |
| 77   | 2011년 8월 16일  | 6.0%(+0.3)          |
| 78   | 2011년 8월 23일  | 6.4%(+0.4)          |
| 79   | 2011년 8월 30일  | 6.9%(+0.5)          |
| 80   | 2011년 9월 13일  | 7.7%(+0.8)          |
| 81   | 2011년 9월 20일  | 5.1%(-2.6)          |
| 82   | 2011년 9월 27일  | 5.7%(+0.6)          |
| 83   | 2011년 10월 4일  | 5.3%(-0.4)          |
| 84   | 2011년 10월 11일 | 5.4%(+0.1)          |
| 85   | 2011년 10월 18일 | 4.8%(-0.6)          |
| 86   | 2011년 10월 25일 | 6.0%(+1.2)          |
| 87   | 2011년 11월 1일  | 7.6%(+1.6)          |
| 88   | 2011년 11월 8일  | 6.0%(-1.6)          |
| 89   | 2011년 11월 15일 | 5.2%(-0.8)          |
| 90   | 2011년 11월 22일 | 8.2%(+3.0)          |
| 91   | 2011년 11월 29일 | 7.4%(-0.8)          |
| 92   | 2011년 12월 6일  | 8.4%(+1.0)          |
| 93   | 2011년 12월 13일 | 8.9%(+0.5)          |
| 94   | 2011년 12월 20일 | 6.7%(-2.2)          |
| 95   | 2011년 12월 27일 | 5.7%(-1.0)          |

| 회차 | 방송 일자        | 전국 시청률(증감치) |
| ---- | ---------------- | ------------------- |
| 46   | 2011년 1월 4일   | 7.7%(+0.9)          |
| 47   | 2011년 1월 11일  | 9.2%(+1.5)          |
| 48   | 2011년 1월 18일  | 8.2%(-1.0)          |
| 49   | 2011년 2월 1일   | 8.0%(-0.2)          |
| 50   | 2011년 2월 8일   | 9.3%(+1.3)          |
| 51   | 2011년 2월 15일  | 8.4%(-0.9)          |
| 52   | 2011년 2월 22일  | 8.5%(+0.1)          |
| 53   | 2011년 3월 1일   | 8.1%(-0.4)          |
| 54   | 2011년 3월 8일   | 7.5%(-0.6)          |
| 55   | 2011년 3월 15일  | 6.2%(-1.3)          |
| 56   | 2011년 3월 22일  | 7.2%(+1.0)          |
| 57   | 2011년 3월 29일  | 9.5%(+2.3)          |
| 58   | 2011년 4월 5일   | 6.6%(-2.9)          |
| 59   | 2011년 4월 12일  | 5.9%(-0.7)          |
| 60   | 2011년 4월 19일  | 5.4%(-0.5)          |
| 61   | 2011년 4월 26일  | 6.2%(+0.8)          |
| 62   | 2011년 5월 3일   | 8.4%(+2.2)          |
| 63   | 2011년 5월 10일  | 7.9%(-0.5)          |
| 64   | 2011년 5월 17일  | 7.2%(-0.7)          |
| 65   | 2011년 5월 24일  | 9.6%(+2.4)          |
| 66   | 2011년 5월 31일  | 9.9%(+0.3)          |
| 67   | 2011년 6월 7일   | 6.9%(-3.0)          |
| 68   | 2011년 6월 14일  | 6.5%(-0.4)          |
| 69   | 2011년 6월 21일  | 7.0%(+0.5)          |
| 70   | 2011년 6월 28일  | 9.0%(+2.0)          |
| 71   | 2011년 7월 5일   | 10.8%(+1.8)         |
| 72   | 2011년 7월 12일  | 6.1%(-4.7)          |
| 73   | 2011년 7월 19일  | 7.3%(+1.2)          |
| 74   | 2011년 7월 26일  | 8.3%(+1.0)          |
| 75   | 2011년 8월 2일   | 7.1%(-1.2)          |
| 76   | 2011년 8월 9일   | 6.3%(-0.8)          |
| 77   | 2011년 8월 16일  | 6.5%(+0.2)          |
| 78   | 2011년 8월 23일  | 6.8%(+0.3)          |
| 79   | 2011년 8월 30일  | 8.4%(+1.6)          |
| 80   | 2011년 9월 13일  | 9.8%(+1.4)          |
| 81   | 2011년 9월 20일  | 6.7%(-3.1)          |
| 82   | 2011년 9월 27일  | 7.2%(+0.5)          |
| 83   | 2011년 10월 4일  | 6.9%(-0.3)          |
| 84   | 2011년 10월 11일 | 7.1%(+0.2)          |
| 85   | 2011년 10월 18일 | 5.8%(-1.3)          |
| 86   | 2011년 10월 25일 | 6.5%(+0.7)          |
| 87   | 2011년 11월 1일  | 9.4%(+2.9)          |
| 88   | 2011년 11월 8일  | 6.8%(-2.6)          |
| 89   | 2011년 11월 15일 | 6.8%(0)             |
| 90   | 2011년 11월 22일 | 9.7%(+2.9)          |
| 91   | 2011년 11월 29일 | 8.5%(-1.2)          |
| 92   | 2011년 12월 6일  | 10.1%(+1.6)         |
| 93   | 2011년 12월 13일 | 9.6%(-0.5)          |
| 94   | 2011년 12월 20일 | 6.8%(-2.8)          |
| 95   | 2011년 12월 27일 | 5.8%(-1.0)          |

- TNmS와 AGB닐슨 미디어 리서치에서 공개한 표를 바탕으로 작성한 시청률이다. 빨간색 글씨는 최고 시청률, 파란색 글씨는 최저 시청률을 나타낸다.

### 2012년
| 회차 | 방송 일자        | 전국 시청률(증감치) |
| ---- | ---------------- | ------------------- |
| 96   | 2012년 1월 3일   | 8.8%(+3.1)          |
| 97   | 2012년 1월 10일  | 9.3%(+0.5)          |
| 98   | 2012년 1월 17일  | 5.2%(-4.1)          |
| 99   | 2012년 1월 24일  | 7.3%(+2.1)          |
| 100  | 2012년 1월 31일  | 9.3%(+2.0)          |
| 101  | 2012년 2월 7일   | 13.0%(+3.7)         |
| 102  | 2012년 2월 14일  | 10.6%(-2.4)         |
| 103  | 2012년 2월 21일  | 10.1%(-0.5)         |
| 104  | 2012년 2월 28일  | 10.7%(+0.6)         |
| 105  | 2012년 3월 6일   | 10.6%(-0.1)         |
| 106  | 2012년 3월 13일  | 10.5%(-0.1)         |
| 107  | 2012년 3월 20일  | 7.6%(-2.9)          |
| 108  | 2012년 4월 3일   | 7.3%(-0.3)          |
| 109  | 2012년 4월 10일  | 6.4%(-0.9)          |
| 110  | 2012년 4월 17일  | 5.2%(-1.2)          |
| 111  | 2012년 4월 24일  | 7.1%(+1.9)          |
| 112  | 2012년 5월 1일   | 5.4%(-1.7)          |
| 113  | 2012년 5월 8일   | 7.3%(+1.9)          |
| 114  | 2012년 5월 15일  | 6.8%(-0.5)          |
| 115  | 2012년 5월 22일  | 6.8%(0)             |
| 116  | 2012년 5월 29일  | 8.6%(+1.8)          |
| 117  | 2012년 6월 5일   | 7.6%(-1.0)          |
| 118  | 2012년 6월 12일  | 5.6%(-2.0)          |
| 119  | 2012년 6월 19일  | 6.7%(+1.1)          |
| 120  | 2012년 6월 26일  | 6.4%(-0.3)          |
| 121  | 2012년 7월 3일   | 12.6%(+6.2)         |
| 122  | 2012년 7월 10일  | 13.2%(+0.6)         |
| 123  | 2012년 7월 17일  | 8.0%(-5.2)          |
| 124  | 2012년 7월 24일  | 10.8%(+2.7)         |
| 125  | 2012년 8월 14일  | 9.0%(-1.8)          |
| 126  | 2012년 8월 21일  | 9.8%(+0.8)          |
| 127  | 2012년 8월 28일  | 10.7%(+0.9)         |
| 128  | 2012년 9월 4일   | 8.0%(-2.7)          |
| 129  | 2012년 9월 18일  | 10.6%(+2.6)         |
| 130  | 2012년 9월 25일  | 11.2%(+0.6)         |
| 131  | 2012년 10월 2일  | 9.4%(-1.8)          |
| 132  | 2012년 10월 9일  | 7.3%(-2.1)          |
| 133  | 2012년 10월 16일 | 10.0%(+2.7)         |
| 134  | 2012년 10월 23일 | 7.8%(-2.2)          |
| 135  | 2012년 10월 30일 | 7.9%(+0.1)          |
| 136  | 2012년 11월 6일  | 6.5%(-1.4)          |
| 137  | 2012년 11월 13일 | 10.2%(+3.7)         |
| 138  | 2012년 11월 20일 | 7.9%(-2.3)          |
| 139  | 2012년 11월 27일 | 6.9%(-1.0)          |
| 140  | 2012년 12월 4일  | 5.1%(-1.8)          |
| 141  | 2012년 12월 11일 | 6.6%(+1.5)          |
| 142  | 2012년 12월 18일 | 9.7%(+3.1)          |
| 143  | 2012년 12월 25일 | 10.7%(+1.0)         |

| 회차 | 방송 일자        | 전국 시청률(증감치) |
| ---- | ---------------- | ------------------- |
| 96   | 2012년 1월 3일   | 8.9%(+3.1)          |
| 97   | 2012년 1월 10일  | 10.2%(+1.3)         |
| 98   | 2012년 1월 17일  | 7.6%(-2.6)          |
| 99   | 2012년 1월 24일  | 9.4%(+1.8)          |
| 100  | 2012년 1월 31일  | 12.3%(+2.9)         |
| 101  | 2012년 2월 7일   | 13.9%(+1.6)         |
| 102  | 2012년 2월 14일  | 11.0%(-2.9)         |
| 103  | 2012년 2월 21일  | 8.5%(-2.5)          |
| 104  | 2012년 2월 28일  | 11.8%(+3.3)         |
| 105  | 2012년 3월 6일   | 10.4%(-1.4)         |
| 106  | 2012년 3월 13일  | 9.7%(-0.7)          |
| 107  | 2012년 3월 20일  | 7.2%(-2.5)          |
| 108  | 2012년 4월 3일   | 8.1%(+0.9)          |
| 109  | 2012년 4월 10일  | 7.2%(-0.9)          |
| 110  | 2012년 4월 17일  | 6.6%(-0.6)          |
| 111  | 2012년 4월 24일  | 7.9%(+1.3)          |
| 112  | 2012년 5월 1일   | 5.9%(-2.0)          |
| 113  | 2012년 5월 8일   | 9.1%(+3.2)          |
| 114  | 2012년 5월 15일  | 7.2%(-1.9)          |
| 115  | 2012년 5월 22일  | 8.6%(+1.4)          |
| 116  | 2012년 5월 29일  | 8.2%(-0.4)          |
| 117  | 2012년 6월 5일   | 9.4%(+1.2)          |
| 118  | 2012년 6월 12일  | 7.3%(-2.1)          |
| 119  | 2012년 6월 19일  | 6.6%(-0.7)          |
| 120  | 2012년 6월 26일  | 6.4%(-0.2)          |
| 121  | 2012년 7월 3일   | 10.8%(+4.4)         |
| 122  | 2012년 7월 10일  | 13.7%(+2.9)         |
| 123  | 2012년 7월 17일  | 8.2%(-5.5)          |
| 124  | 2012년 7월 24일  | 10.4%(+2.2)         |
| 125  | 2012년 8월 14일  | 7.9%(-2.5)          |
| 126  | 2012년 8월 21일  | 8.4%(+0.5)          |
| 127  | 2012년 8월 28일  | 9.9%(+1.5)          |
| 128  | 2012년 9월 4일   | 7.5%(-2.4)          |
| 129  | 2012년 9월 18일  | 10.5%(+3.0)         |
| 130  | 2012년 9월 25일  | 10.3%(-0.2)         |
| 131  | 2012년 10월 2일  | 10.1%(-0.2)         |
| 132  | 2012년 10월 9일  | 7.2%(-2.9)          |
| 133  | 2012년 10월 16일 | 9.1%(+1.9)          |
| 134  | 2012년 10월 23일 | 6.1%(-3.0)          |
| 135  | 2012년 10월 30일 | 7.3%(+1.2)          |
| 136  | 2012년 11월 6일  | 6.7%(-0.6)          |
| 137  | 2012년 11월 13일 | 8.9%(+2.2)          |
| 138  | 2012년 11월 20일 | 8.4%(-0.5)          |
| 139  | 2012년 11월 27일 | 7.9%(-0.5)          |
| 140  | 2012년 12월 4일  | 6.0%(-1.9)          |
| 141  | 2012년 12월 11일 | 6.1%(+0.1)          |
| 142  | 2012년 12월 18일 | 9.7%(+3.6)          |
| 143  | 2012년 12월 25일 | 9.7%(0)             |

- TNmS와 AGB닐슨 미디어 리서치에서 공개한 표를 바탕으로 작성한 시청률이다. 빨간색 글씨는 최고 시청률, 파란색 글씨는 최저 시청률을 나타낸다.

### 2013년
| 회차 | 방송 일자       | 전국 시청률(증감치) |
| ---- | --------------- | ------------------- |
| 144  | 2013년 1월 1일  | 11.0%(+0.3)         |
| 145  | 2013년 1월 8일  | 8.4%(-2.6)          |
| 146  | 2013년 1월 15일 | 9.4%(+1.0)          |

| 회차 | 방송 일자       | 전국 시청률(증감치) |
| ---- | --------------- | ------------------- |
| 144  | 2013년 1월 1일  | 11.4%(+1.7)         |
| 145  | 2013년 1월 8일  | 7.5%(-3.9)          |
| 146  | 2013년 1월 15일 | 9.3%(+1.8)          |

- TNmS와 AGB닐슨 미디어 리서치에서 공개한 표를 바탕으로 작성한 시청률이다. 빨간색 글씨는 최고 시청률, 파란색 글씨는 최저 시청률을 나타낸다.

## 같이 보기
- 김승우
- 우영
- 태연
- 최화정
- 김신영
- 자니윤 쇼 (1989년 ~ 1990년)
- 밤으로 가는 쇼 (1992년 ~ 1993년)
- 밤과 음악사이 (1993년 ~ 1998년)
- 서세원의 화요스페셜 → 서세원쇼 (1997년 ~ 2002년)
- 상상더하기 (2004년 ~ 2010년, 전신 프로그램)
- 1박 2일